# Pomponio Amalteo

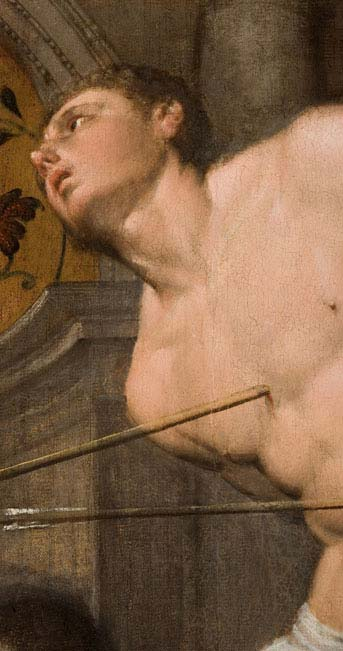
Martirio de San Sebastián (detalle), San Vito al Tagliamento.

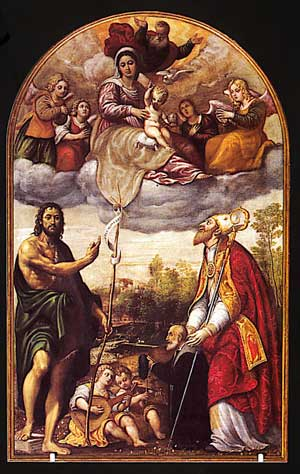
Virgen en la gloria con San Juan Bautista, San Tiziano y un donante, iglesia parroquial de Francenigo.

Pomponio Amalteo (Motta di Livenza, 1505 - San Vito al Tagliamento, 9 de marzo de 1588) fue un pintor italiano relacionado con la escuela veneciana.

## Biografía
Hijo de Leonardo della Motta y Natalia Amaltei, de quien tomó el nombre. Fue discípulo de Pordenone, con cuya hija Graziosa se casó. A la muerte del maestro, heredó su estudio de Friuli, que mantuvo en activo. Tíos suyos fueron los humanistas Paolo Amalteo y Francesco Amalteo.
Ingresó en el taller de Pordenone en 1515, a quien ayudó en numerosos trabajos entre 1524 y 1529; después colaboró con el hijo del maestro Girolamo. Su primera obra como artista independiente es la decoración al frescos del Palazzo del Consiglio dei Nobili, en Belluno, representando figuras de la historia de Roma (1529, destruidos en 1838, algunos fragmentos sobreviven en el Museo Cívico de Belluno). Su estilo ya se revela como muy cercano al de su maestro, menos ambicioso pero con una paleta de colores más rica y luminosa.
En 1536 dejó su pueblo natal para trasladarse a San Vito al Tagliamento, donde vivió hasta su muerte.
El grueso de su obra consiste en frescos y tablas de altar; muchas de ellas nos han llegado en un deplorable estado de conservación. Giorgio Vasari alaba sus frescos en San Vito al Tagliamento. También podemos destacar su trabajo en Santa Maria de' Battisti y su San Sebastián (1533) para el Duomo de San Vito. Son de su mano una serie de Jueces pintados al fresco en la sala del tribunal de Ceneda.
Su estilo no es especialmente notable por su utilización de la luz y la sombra, aunque sus colores son ricos y atractivos; sus figuras siguen el estilo de Pordenone, aunque menos elegantes. No obstante, podemos considerarle su mejor discípulo.
Su hermano Girolamo Amalteo trabajó siempre como ayudante de Pomponio, aunque también realizó pequeñas pinturas, algún fresco e incluso una tabla de altar para la iglesia de San Vito.
Su hija Quintilia parece ser que fue una excelente retratista. Alumno de Pomponio fue Sebastiano Seccante.